# Norops altae
Norops altae este o specie de șopârle din genul Norops, familia Polychrotidae, ordinul Squamata, descrisă de Dunn 1930. A fost clasificată de IUCN ca specie cu risc scăzut. Conform Catalogue of Life specia Norops altae nu are subspecii cunoscute.